# Uvaria chamae
Uvaria chamae är en kirimojaväxtart som beskrevs av Ambroise Marie François Joseph Palisot de Beauvois. Uvaria chamae ingår i släktet Uvaria och familjen kirimojaväxter. Utöver nominatformen finns också underarten U. c. macrocarpa.

## Bildgalleri

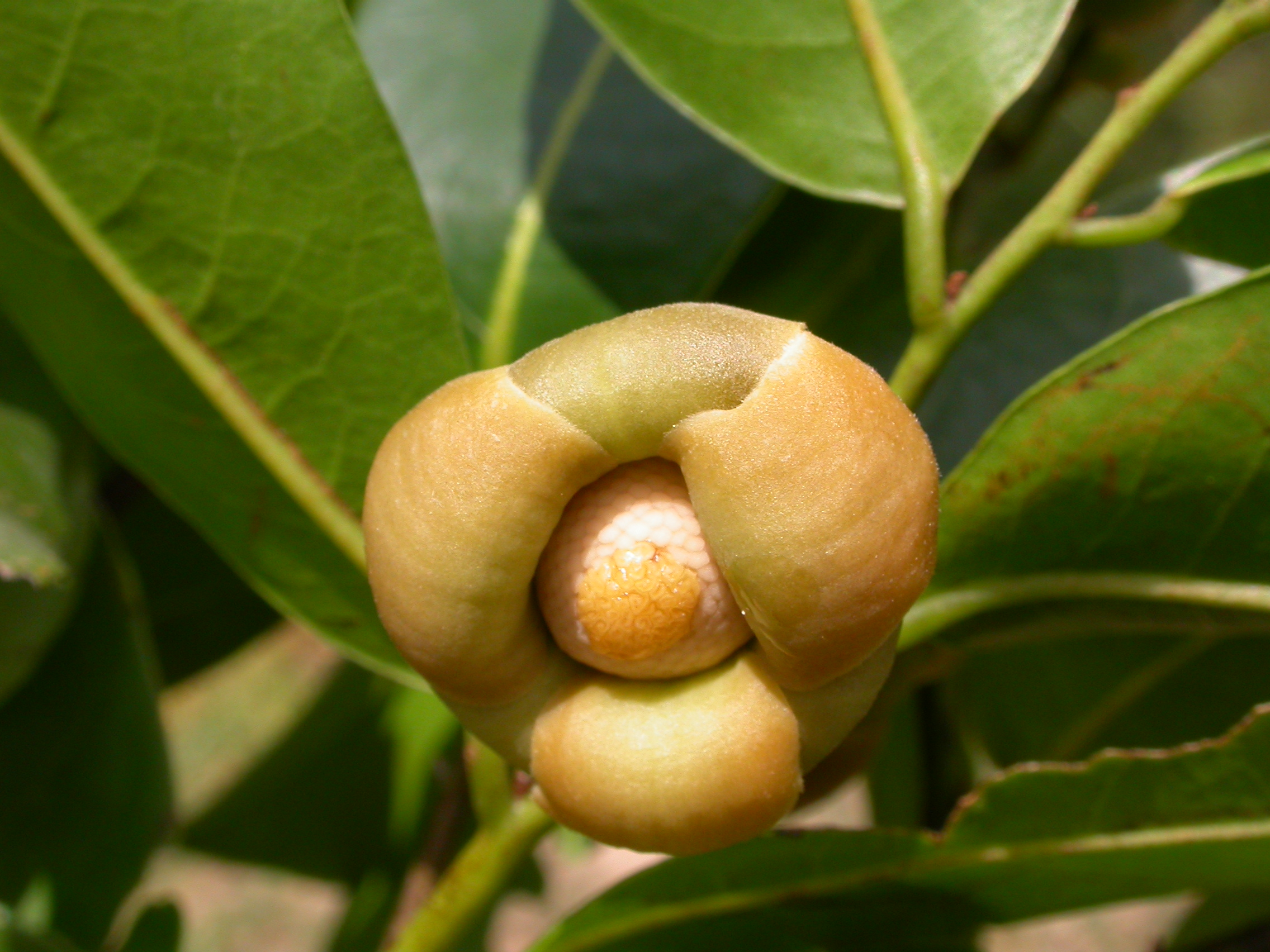